# غرينبورت (نيويورك)
غرينبورت (بالإنجليزية: Greenport, Columbia County, New York)‏ هي منطقة سكنية تقع في الولايات المتحدة في مقاطعة كولومبيا، نيويورك. يقدر عدد سكانها بـ 4,165 نسمة ومساحتها 53.1 كم2 وترتفع عن سطح البحر 29 متر.